# Mecklenburgisches Elbetal
Mecklenburgisches Elbetal este o arie protejată (arie de protecție specială avifaunistică — SPA) din Germania întinsă pe o suprafață de 28.550 ha, integral pe uscat.

## Localizare
Centrul sitului Mecklenburgisches Elbetal este situat la coordonatele 53°15′09″N 11°05′06″E / 53.2525°N 11.085°E.

## Înființare
Situl Mecklenburgisches Elbetal a fost declarat arie de protecție specială avifaunistică în aprilie 2008 pentru a proteja 32 de specii de animale.

## Biodiversitate
Situată în ecoregiunea continentală, aria protejată nu include niciun habitat protejat.
La baza desemnării sitului se află mai multe specii protejate de  păsări (32): pescăruș albastru (Alcedo atthis), Anser albifrons albifrons, gâscă de semănătură (Anser fabalis), rața moțată (Aythya fuligula), caprimulg (Caprimulgus europaeus), barză albă (Ciconia ciconia ciconia), barză neagră (Ciconia nigra), erete de stuf (Circus aeruginosus), erete cenușiu (Circus pygargus), cristeiul de câmp (Crex crex), Cygnus columbianus bewickii, lebădă de iarnă (Cygnus cygnus), ciocănitoarea de stejar (Dendrocopos medius), ciocănitoare neagră (Dryocopus martius), presură de grădină (Emberiza hortulana), becațină comună (Gallinago gallinago), Grus grus grus, codalb (Haliaeetus albicilla), capîntortură (Jynx torquilla), sfrâncioc roșiatic (Lanius collurio), ciocârlie de pădure (Lullula arborea), gaia neagră (Milvus migrans), gaia roșie (Milvus milvus), muscar sur (Muscicapa striata), Numenius arquata arquata, pietrar sur (Oenanthe oenanthe), viespar (Pernis apivorus), cresteț pestriț (Porzana porzana), turturică (Streptopelia turtur), silvie porumbacă (Sylvia nisoria), călifar alb (Tadorna tadorna), nagâț (Vanellus vanellus).